# Goephanes rufescens
Goephanes rufescens är en skalbaggsart som beskrevs av Stefan von Breuning 1938. Goephanes rufescens ingår i släktet Goephanes och familjen långhorningar.
Artens utbredningsområde är Madagaskar. Inga underarter finns listade i Catalogue of Life.